# Tuntenhausen

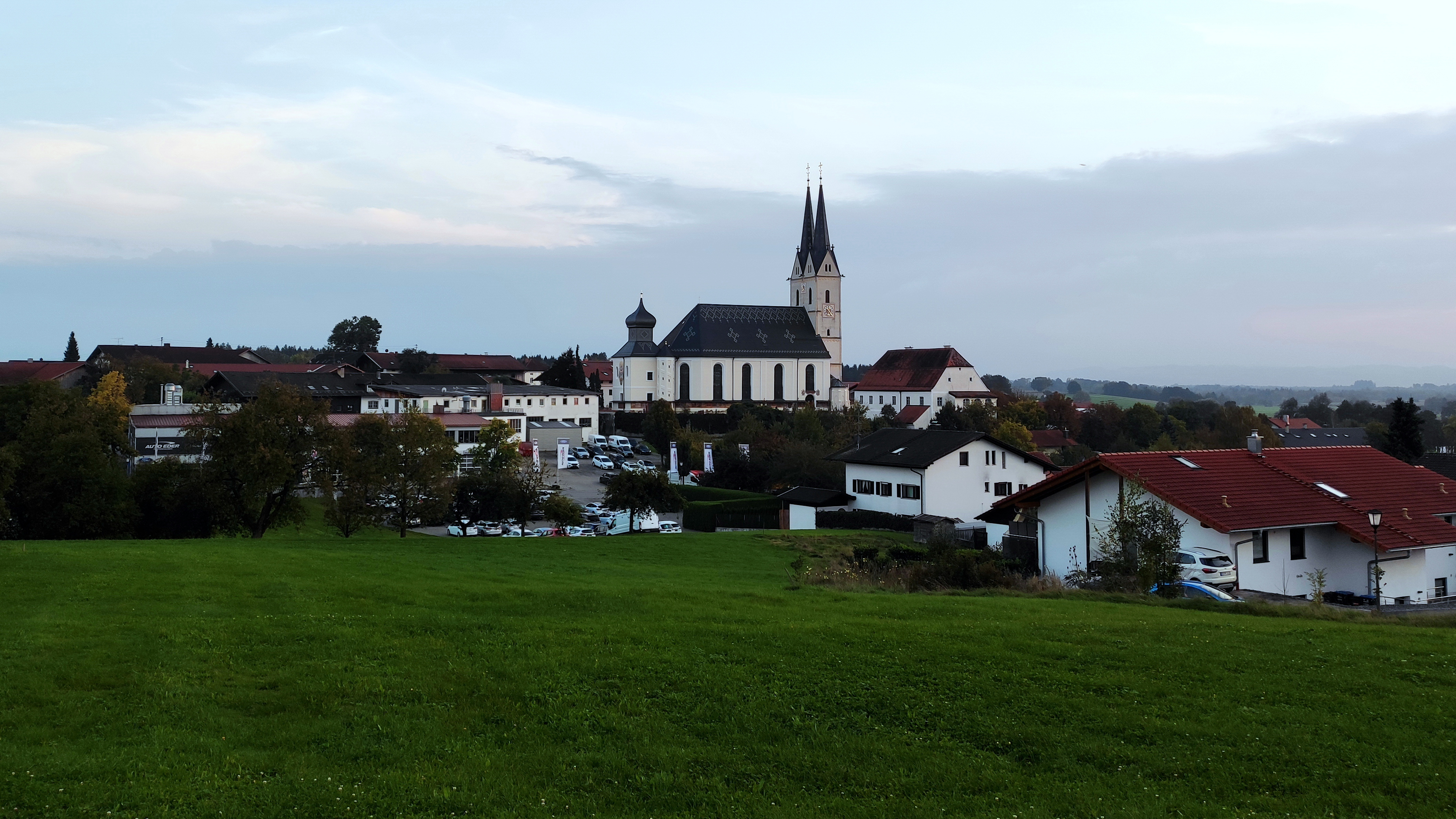
Ortsansicht von Norden

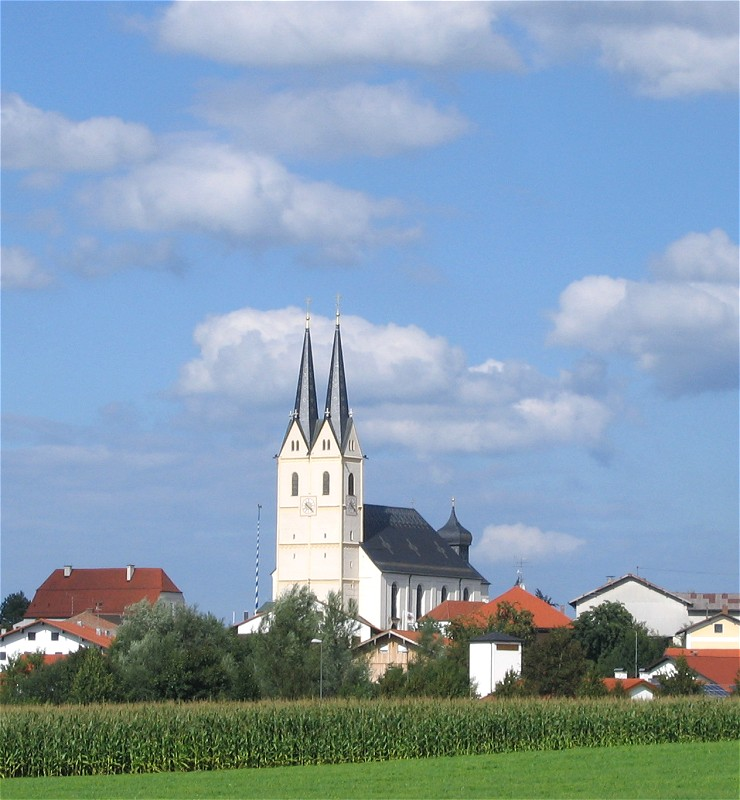
Wallfahrtskirche in Tuntenhausen

Tuntenhausen ist eine Gemeinde im oberbayerischen Landkreis Rosenheim. Mit rund 1300 Einwohnern ist Ostermünchen der größte Ortsteil der Gemeinde.

## Name
Der Ortsname Tontinhusa weist auf einen bajuwarischen Ursiedler namens Tonto/Tunti/Tunto hin, dessen Name seit etwa 770 überliefert ist. Die Endung „-hausen“ bezeichnet eine befestigte Wohnanlage oder eine Burg.

## Geographie

### Gemeindegliederung
Es gibt 57 Gemeindeteile:
- Antersberg
- Aubenhausen
- Bach
- Berg
- Beyharting
- Biberg
- Bichl
- Bichl
- Bolkam
- Brettschleipfen
- Dettendorf
- Eggarten
- Eisenbartling
- Emling
- Fischbach
- Fuchsholz
- Großrain
- Guperding
- Haus
- Höglhaus
- Hohenthann
- Holzbichl
- Hopfen
- Hörmating
- Innerthann
- Jakobsberg
- Karlsried
- Knogl
- Kronbichl
- Lampferding
- Mailling
- Maxlrain
- Moosmühle
- Mühlholz
- Neureith
- Nordhof
- Oberrain
- Oed
- Ostermünchen
- Pangraz
- Schlafthal
- Schmidhausen
- Schönau
- Schwaig
- Schweizerberg
- Schweizerting
- Seisrain
- Sindlhausen
- Söhl
- Stetten
- Stetten
- Thal
- Tuntenhausen
- Unterrain
- Voglried
- Weiching
- Weng

### Nachbargemeinden
| Baiern    | Aßling, Emmering | Rotter Forst-Nord (Gemeindefreies Gebiet) |
|           | Kompass          | Rotter Forst-Süd (Gemeindefreies Gebiet)  |
| Bruckmühl | Bad Aibling      | Großkarolinenfeld                         |

### Natur
Folgende Schutzgebiete berühren das Gemeindegebiet:
- Landschaftsschutzgebiet Schutz des Landschaftsteiles „Benediktenfilze“ im Gebiet des Marktes Bruckmühl und der Gemeinde Beyharting (LSG-00203.01)
- Fauna-Flora-Habitat-Gebiet Moore nördlich Bad Aibling (8038-372)
- Fauna-Flora-Habitat-Gebiet Rotter Forst und Rott (8038-371)

## Geschichte
Der Ort Tuntenhausen wird in den Regensburger Urkundenregistern von ca. 1000 n. Chr. als Tontinhusa ersturkundlich genannt. Die Marienwallfahrt Tuntenhausen gibt es seit 1441, dem Jahr des ersten nachgewiesenen Mirakels. Seither ist Tuntenhausen Ziel von Wallfahrern aus allen Teilen Altbayerns und Tirols.
Die Pfarreien Tuntenhausen und Schönau wurden in der Mitte des 13. Jahrhunderts dem Augustiner-Chorherrenstift Beyharting einverleibt. Das Kloster war eine selbstständige Hofmark und konnte auch bestimmte Rechte ausüben. Übergeordnete juristische Organisationen waren die Landgerichte Rosenheim, Aibling und Schwaben (Markt Schwaben). Nach der Säkularisation 1803 entstanden als Steuerdistrikte die Verwaltungseinheiten Tuntenhausen, Beyharting, Lampferding und Hohenthann, die mit dem bayerischen Gemeindeedikt von 1818 Selbstverwaltungsrechte erhielten. Die Gemeinde Tuntenhausen wurde am 1. Mai 1978 im Zuge der Gemeindegebietsreform um die Gemeinden Beyharting und Hohenthann sowie den größeren Teil der Gemeinde Lampferding erweitert.
Der Wallfahrtsort ist auch bekannt für die alljährlich zweimal stattfindende Tagung des Katholischen Männervereins Tuntenhausen, zu der sich auch führende bayerische Politiker der CSU einfinden.
Ebenfalls in Tuntenhausen fand lange Jahre das seit dem 19. Jahrhundert jährlich durchgeführte Treffen des Bayrisch-Patriotischen Bauernbundes statt.

### Bevölkerungsentwicklung
Zwischen 1988 und 2018 wuchs die Einwohnerzahl der Gemeinde von 4603 auf 7150 um 2547 Personen bzw. um 55,3 %.

## Politik

### Gemeinderat
Die Gemeinderatswahlen seit 2014 ergaben folgende Stimmenanteile und Sitzverteilungen:
| Partei/Liste                                                                  | 2020 | 2020  | 2014  |
| Partei/Liste                                                                  | %    | Sitze | Sitze |
| ----------------------------------------------------------------------------- | ---- | ----- | ----- |
| CSU und Freie Wählergemeinschaft (CSU/FWG)                                    | 24,4 | 5     | 6     |
| Frauenliste (FL)                                                              | 8,0  | 2     | 2     |
| Freie Wählergemeinschaft Beyharting (FWG Beyharting)                          | 13,1 | 2     | 2     |
| Parteifreie Wählergemeinschaft Schönau und Umgebung (PF Schönau)              | 12,2 | 2     | 3     |
| Unabhängige Wähler Ostermünchen und Umgebung (UW Ostermünchen)                | 13,5 | 3     | 3     |
| Wählergemeinschaft Hohenthann und Umgebung (WG Hohenthann)                    | 11,9 | 2     | 3     |
| Die Liste 83104                                                               | 9,0  | 2     | –     |
| Unabhängige Liste Tuntenhausen (ULT)                                          | 7,9  | 2     | –     |
| SPD, Bündnis 90/Die Grünen und Freie Wählerschaft (SPD, B’90/Die Grünen, FWS) | –    | –     | 1     |
| Gesamt                                                                        | 100  | 20    | 20    |

### Bürgermeister
Erster Bürgermeister der Gemeinde Tuntenhausen war von 1972 bis 2002 Josef Haas. Ihm folgte Otto Lederer, der 2013 in den Landtag gewählt wurde. Georg Weigl ist seit dem März 2014 Erster Bürgermeister der Gemeinde.

### Wappen
|                         | Blasonierung: „In Grün die zweitürmige silberne Fassade der Wallfahrtskirche Tuntenhausen, rechts oben eine silberne Osterfahne mit durchgehendem rotem Kreuz, links oben ein goldener Tannenbaum.“ |
| Wappenführung seit 1983 | |

## Sehenswürdigkeiten

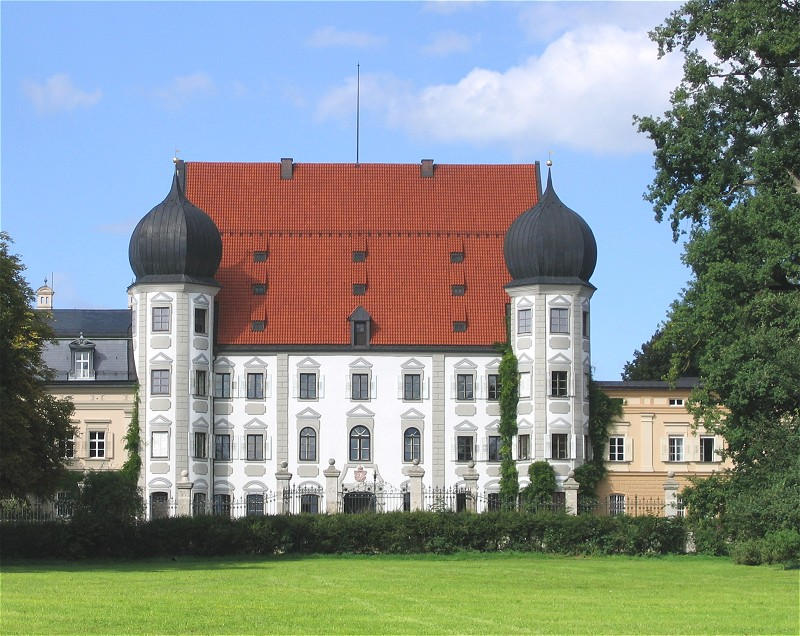
Schloss Maxlrain

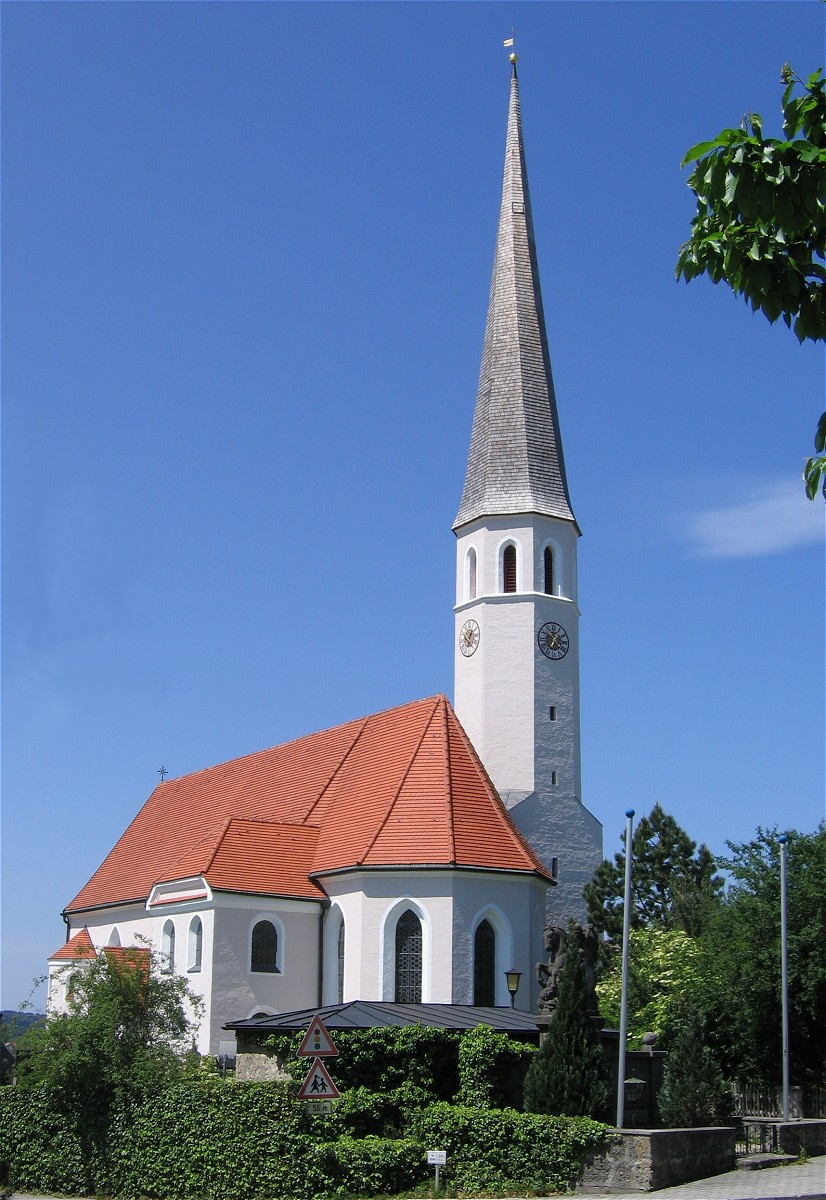
Kirche in Ostermünchen

- Wallfahrtskirche Tuntenhausen (siehe obiges Bild)
- Katholische Pfarrkirche Mariä Himmelfahrt in Lampferding
- Katholische Pfarrkirche und ehemalige Augustinerchorherrenstiftskirche St. Johann Baptist in Beyharting
- Katholische Pfarrkirche St. Stephan und St. Laurentius in Ostermünchen
- Katholische Pfarrkirche Mariä Himmelfahrt in Schönau
- Schloss Maxlrain

## Verkehrsanbindung
- Staatsstraße 2358
- Bahnstrecke München–Rosenheim (Bahnhof im Gemeindeteil Ostermünchen)

## Persönlichkeiten
- Franziska von Hoffnaaß (1831–1892), Dichterin (geboren auf Schloss Maxlrain)
- Erich Prinz von Lobkowicz (* 1955), Präsident der deutschen Assoziation des Malteserordens
- Jessica von Bredow-Werndl (* 1986), Dressurreiterin